# 郧西县
郧西县为中国湖北省十堰市所辖。总面积为3502.6平方公里，常住总人口约38万人。郧西县地处鄂西北角，北依秦岭，南临汉江，北、西、南三面与陕西省商南、山阳、镇安、旬阳、白河五县接壤，东南与湖北省十堰市郧阳区毗连。縣人民政府駐城關鎮。
郧西县版图面积3509平方公里，东西长115公里，南北宽55公里，地势西北高东南低，郧西县辖18个乡镇（场、区），348个村（居）委会，2221个村民小组。
县建制于明朝成化十二年（公元1476年），1947年11月郧西解放，是湖北省解放最早的县；1987年，国务院确认郧西为革命老区县；2001年，被列入国家新一轮扶贫开发重点县。

## 行政区划
郧西县下辖9个镇、6个乡、1个民族乡：
城关镇、土门镇、上津镇、店子镇、夹河镇、羊尾镇、观音镇、马鞍镇、河夹镇、香口乡、关防乡、湖北口回族乡、景阳乡、六郎乡、涧池乡、安家乡、槐树林特场和三官洞林区。

## 人口民族
根據第七次人口普查數據，截至2020年11月1日零時，鄖西縣常住人口為371012人。

## 历史沿革
古为梁州东域。西周、春秋为麇国之地，战国属楚。秦为汉中郡的锡县。汉于境内增置长利县，与锡县同属汉中郡；东汉时省长利入锡县。三国魏时于境西甲河上游要津（即今上津地）置平阳县，隶魏兴郡。西晋太康元年（公元280年）改平阳为兴晋，复长利与锡县并存，仍隶魏兴郡，东晋及南朝刘宋时未变。梁置上津县。隋义宁二年（公元618年）复置长利县。
唐贞观元年（公元627年）以上津属商州，隶山南西道，省长利入郧乡、省锡县入丰利，隶山南东道。北宋以锡义山之西为上津县，隶商州，属永兴军路，以东为郧乡，隶西南路。南宋划上津归金州，属利州路。元省上津县为上津镇，隶商州。至元十四年（1277年）改郧乡为郧县，隶襄阳路的均州。明洪武八年（1375年）复置上津县，属襄阳府；成化十二年（公元1476年）分郧县的武阳五里、上津的津阳四里置郧西县，以位于郧县以西得名，属郧阳府。清顺治十六年（1659年）省上津入郧西，属郧阳府。
民国初年，全国废府，郧西县直属湖北省，后属襄阳道。民国二十一年（1932年），隶湖北省第十一行政区督察区。民国二十五年（1936年）隶湖北省第八行政督察区。
1947年11月16日，中共政权攻占郧西县城，设郧西县民主政府。1949年5月，属陕南行政区两郧专区。1950年，随郧阳专区划回湖北省。1952年，撤销郧阳专区，所辖县份并入襄阳专区，郧西属之。1965年恢复郧阳专区，郧西仍属郧阳地区（后改地区）。1994年郧阳地区与十堰市合并，为十堰市所辖。